# Estil geomètric

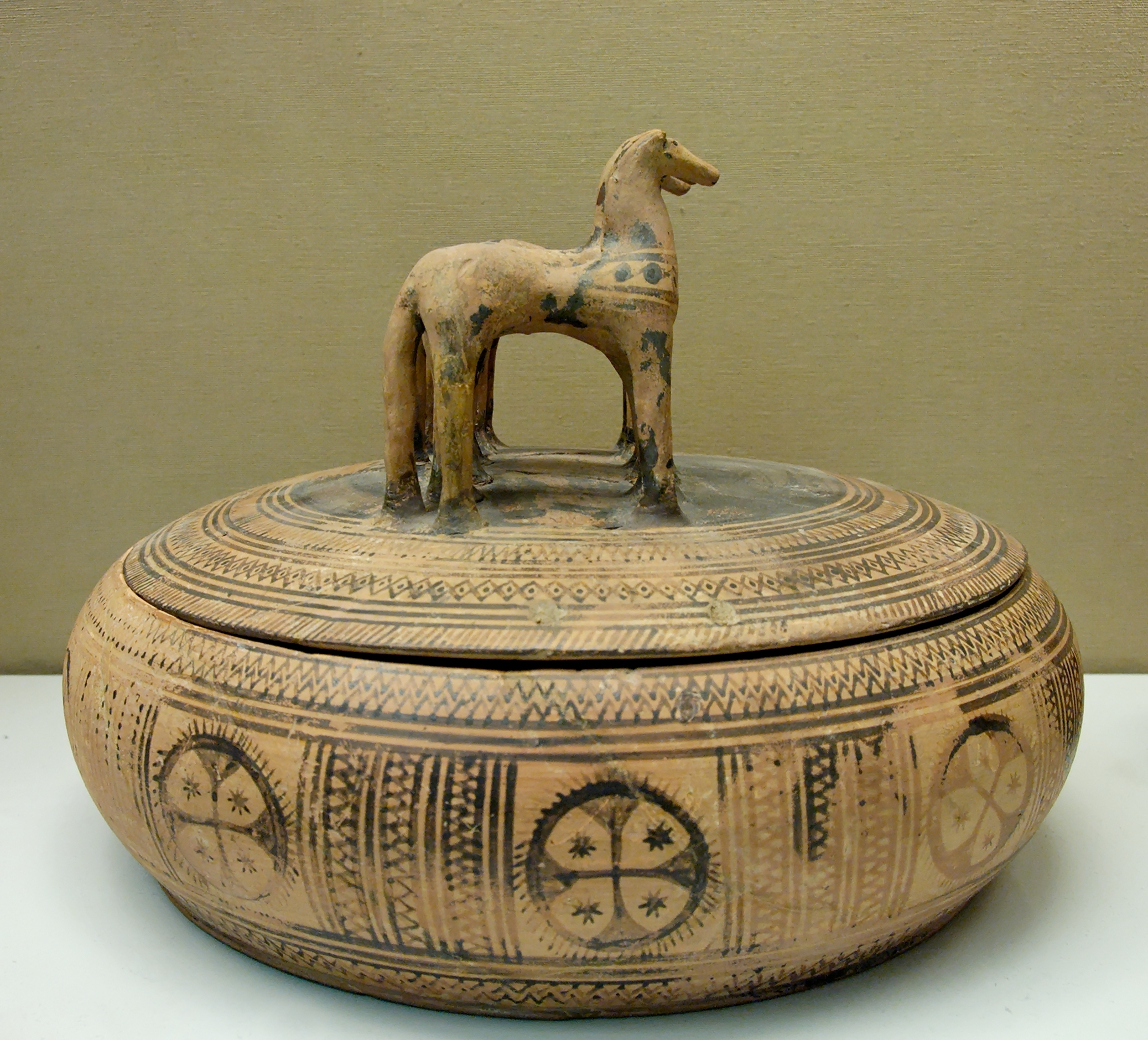
Pyxis geomètric amb tapa en forma de cavall, 760 -750 aC.

L'estil geomètric és una fase de l'art grec desenvolupada entre el 900 aC i el 700 aC que es caracteritza, en gran manera, pels motius geomètrics de la ceràmica. El seu centre fou a Atenes i es difongué entre les ciutats comercials de l'Egeu.

## Context històric
Durant la invasió de la Grècia continental pels Pobles de la mar, Atenes no fou mai saquejada pels doris. Això comportà que mantingués el seu llegat cultural i esdevingué el principal nucli de la civilització geomètrica com resta palès en les necròpolis ateneses.
Malauradament poques restes arqueològiques han sobreviscut del protogeomètric. Aquestes bàsicament es limiten al camp de l'arquitectura i la ceràmica, encara que també a aixovars funeraris i exvots.
Homer escriu la Ilíada i l'Odissea en una data incerta entre el segle ix i VIII aC. D'entre les arts visuals, la ceràmica és el llenguatge que més bé documenta el geomètric. La ceràmica del geomètric produïda a Atenes també s'anomena ceràmica protoàtica, ja que precedeix els grans estils de la ceràmica àtica.

## Ceràmica
L'estil geomètric aporta els fonaments de l'art clàssic tot i ser un art abstracte. Ja en la ceràmica s'observa una subordinació formal de les parts al conjunt (taxis) i d'altra banda que l'ordre racional equival a bellesa (cosmos). Efectivament, tot i ser un estil sobri on s'elaboren composicions amb línies, rombes, meandres, reticulats, triangles, cercles, etc.; ja empra els elements visuals per a ordenar els espais volumètrics de la ceràmica.

### Marc geogràfic
L'estil geomètric es va estendre per la major part del món grec, assolint la major qualitat a Atenes. No obstant això es desenvolupen escoles regionals d'una qualitat inferior, però amb importants peculiaritats entre les quals destaquen l'escola de Tebes, Beòcia, Corint i Argos.  Rodes i Xipre disposaren d'una producció geomètrica de qualitat, però fou substituïda per sengles estils orientalitzants propis.

### Cronologia
Per a l'elaboració d'una cronologia del període geomètric s'acostuma a emprar l'evolució de la ceràmica, ja que és el llenguatge artístic del que més peces ens han arribat. D'aquesta manera s'ha dividit en quatre períodes, tot i que el període protogeomètric sovint és considerat de manera independent com l'estil anterior al geomètric.
| Períodes de l'art geomètric |                              |                              |                              | | | | | | |
| Període Protogeomètric      | Protogeomètric (1050-900 aC) | Protogeomètric (1050-900 aC) | Protogeomètric (1050-900 aC) | - Les formes dels bols abandonen la naturalesa fluida dels micènics, la composició esdevé estricta i simple. - Les peces ceràmiques es divideixen en bandes decoratives horitzontals amb algunes formes geomètriques dibuixades, en general amb cercles concèntrics o semicercles realitzats amb compàs i línies amb regles. - La decoració ocupa una part del vas i li dona un aspecte antropomorf amb cap, cos i peu. | - Les formes dels bols abandonen la naturalesa fluida dels micènics, la composició esdevé estricta i simple. - Les peces ceràmiques es divideixen en bandes decoratives horitzontals amb algunes formes geomètriques dibuixades, en general amb cercles concèntrics o semicercles realitzats amb compàs i línies amb regles. - La decoració ocupa una part del vas i li dona un aspecte antropomorf amb cap, cos i peu. | - Les formes dels bols abandonen la naturalesa fluida dels micènics, la composició esdevé estricta i simple. - Les peces ceràmiques es divideixen en bandes decoratives horitzontals amb algunes formes geomètriques dibuixades, en general amb cercles concèntrics o semicercles realitzats amb compàs i línies amb regles. - La decoració ocupa una part del vas i li dona un aspecte antropomorf amb cap, cos i peu. | - Les formes dels bols abandonen la naturalesa fluida dels micènics, la composició esdevé estricta i simple. - Les peces ceràmiques es divideixen en bandes decoratives horitzontals amb algunes formes geomètriques dibuixades, en general amb cercles concèntrics o semicercles realitzats amb compàs i línies amb regles. - La decoració ocupa una part del vas i li dona un aspecte antropomorf amb cap, cos i peu. | - Les formes dels bols abandonen la naturalesa fluida dels micènics, la composició esdevé estricta i simple. - Les peces ceràmiques es divideixen en bandes decoratives horitzontals amb algunes formes geomètriques dibuixades, en general amb cercles concèntrics o semicercles realitzats amb compàs i línies amb regles. - La decoració ocupa una part del vas i li dona un aspecte antropomorf amb cap, cos i peu. | - Les formes dels bols abandonen la naturalesa fluida dels micènics, la composició esdevé estricta i simple. - Les peces ceràmiques es divideixen en bandes decoratives horitzontals amb algunes formes geomètriques dibuixades, en general amb cercles concèntrics o semicercles realitzats amb compàs i línies amb regles. - La decoració ocupa una part del vas i li dona un aspecte antropomorf amb cap, cos i peu. |
| Geomètric antic             | Geomètric antic (900-850 aC) | Geomètric antic (900-850 aC) | Geomètric antic (900-850 aC) | - Aquest període inclou la fase del Dipilo o Dipilo nero pel color negre dels bols trobats al Dipilo. - Període on s'incrementa l'alçada dels bols i la decoració es limita al coll i a mitja alçada del cos del recipient. - La superfície restant resta coberta per una fina capa d'argila, que durant la cocció s'enfosqueix, assolint un color brillant i efectiu. - La franja central sempre està decorada, usualment amb dos cercles amb circumferències concèntriques, reminiscència del tema del pop micènic. - En aquest període el tema decoratiu del meandre s'incorpora a la ceràmica de disseny, esdevenint l'element més característic de l'art geomètric. Augmenta l'ús de les línies rectes en detriment de les corbes. | - Aquest període inclou la fase del Dipilo o Dipilo nero pel color negre dels bols trobats al Dipilo. - Període on s'incrementa l'alçada dels bols i la decoració es limita al coll i a mitja alçada del cos del recipient. - La superfície restant resta coberta per una fina capa d'argila, que durant la cocció s'enfosqueix, assolint un color brillant i efectiu. - La franja central sempre està decorada, usualment amb dos cercles amb circumferències concèntriques, reminiscència del tema del pop micènic. - En aquest període el tema decoratiu del meandre s'incorpora a la ceràmica de disseny, esdevenint l'element més característic de l'art geomètric. Augmenta l'ús de les línies rectes en detriment de les corbes. | - Aquest període inclou la fase del Dipilo o Dipilo nero pel color negre dels bols trobats al Dipilo. - Període on s'incrementa l'alçada dels bols i la decoració es limita al coll i a mitja alçada del cos del recipient. - La superfície restant resta coberta per una fina capa d'argila, que durant la cocció s'enfosqueix, assolint un color brillant i efectiu. - La franja central sempre està decorada, usualment amb dos cercles amb circumferències concèntriques, reminiscència del tema del pop micènic. - En aquest període el tema decoratiu del meandre s'incorpora a la ceràmica de disseny, esdevenint l'element més característic de l'art geomètric. Augmenta l'ús de les línies rectes en detriment de les corbes. | - Aquest període inclou la fase del Dipilo o Dipilo nero pel color negre dels bols trobats al Dipilo. - Període on s'incrementa l'alçada dels bols i la decoració es limita al coll i a mitja alçada del cos del recipient. - La superfície restant resta coberta per una fina capa d'argila, que durant la cocció s'enfosqueix, assolint un color brillant i efectiu. - La franja central sempre està decorada, usualment amb dos cercles amb circumferències concèntriques, reminiscència del tema del pop micènic. - En aquest període el tema decoratiu del meandre s'incorpora a la ceràmica de disseny, esdevenint l'element més característic de l'art geomètric. Augmenta l'ús de les línies rectes en detriment de les corbes. | - Aquest període inclou la fase del Dipilo o Dipilo nero pel color negre dels bols trobats al Dipilo. - Període on s'incrementa l'alçada dels bols i la decoració es limita al coll i a mitja alçada del cos del recipient. - La superfície restant resta coberta per una fina capa d'argila, que durant la cocció s'enfosqueix, assolint un color brillant i efectiu. - La franja central sempre està decorada, usualment amb dos cercles amb circumferències concèntriques, reminiscència del tema del pop micènic. - En aquest període el tema decoratiu del meandre s'incorpora a la ceràmica de disseny, esdevenint l'element més característic de l'art geomètric. Augmenta l'ús de les línies rectes en detriment de les corbes. | - Aquest període inclou la fase del Dipilo o Dipilo nero pel color negre dels bols trobats al Dipilo. - Període on s'incrementa l'alçada dels bols i la decoració es limita al coll i a mitja alçada del cos del recipient. - La superfície restant resta coberta per una fina capa d'argila, que durant la cocció s'enfosqueix, assolint un color brillant i efectiu. - La franja central sempre està decorada, usualment amb dos cercles amb circumferències concèntriques, reminiscència del tema del pop micènic. - En aquest període el tema decoratiu del meandre s'incorpora a la ceràmica de disseny, esdevenint l'element més característic de l'art geomètric. Augmenta l'ús de les línies rectes en detriment de les corbes. |
| Geomètric mitjà             | Geomètric mitjà (850-760 aC) | Geomètric mitjà (850-760 aC) | Geomètric mitjà (850-760 aC) | - Les zones decoratives semblen multiplicar-se mitjançant la creació d'una mena de malla tèxtil adaptable; quan les parets del bol disposen d'un diàmetre major el dibuix queda ampliat. - Domina el meandre i es col·loca en la zona més important, en la mètopa col·locada entre les nanses. - Apareixen fileres d'animals esquematitzats, en les àrees del coll i la base del vas. | - Les zones decoratives semblen multiplicar-se mitjançant la creació d'una mena de malla tèxtil adaptable; quan les parets del bol disposen d'un diàmetre major el dibuix queda ampliat. - Domina el meandre i es col·loca en la zona més important, en la mètopa col·locada entre les nanses. - Apareixen fileres d'animals esquematitzats, en les àrees del coll i la base del vas. | - Les zones decoratives semblen multiplicar-se mitjançant la creació d'una mena de malla tèxtil adaptable; quan les parets del bol disposen d'un diàmetre major el dibuix queda ampliat. - Domina el meandre i es col·loca en la zona més important, en la mètopa col·locada entre les nanses. - Apareixen fileres d'animals esquematitzats, en les àrees del coll i la base del vas. | - Les zones decoratives semblen multiplicar-se mitjançant la creació d'una mena de malla tèxtil adaptable; quan les parets del bol disposen d'un diàmetre major el dibuix queda ampliat. - Domina el meandre i es col·loca en la zona més important, en la mètopa col·locada entre les nanses. - Apareixen fileres d'animals esquematitzats, en les àrees del coll i la base del vas. | - Les zones decoratives semblen multiplicar-se mitjançant la creació d'una mena de malla tèxtil adaptable; quan les parets del bol disposen d'un diàmetre major el dibuix queda ampliat. - Domina el meandre i es col·loca en la zona més important, en la mètopa col·locada entre les nanses. - Apareixen fileres d'animals esquematitzats, en les àrees del coll i la base del vas. | - Les zones decoratives semblen multiplicar-se mitjançant la creació d'una mena de malla tèxtil adaptable; quan les parets del bol disposen d'un diàmetre major el dibuix queda ampliat. - Domina el meandre i es col·loca en la zona més important, en la mètopa col·locada entre les nanses. - Apareixen fileres d'animals esquematitzats, en les àrees del coll i la base del vas. |
| Geomètric tardà             | Geomètric tardà (760-700 aC) | Geomètric tardà (760-700 aC) | Geomètric tardà (760-700 aC) | - Apareixen formes humanes a la mètopa principal, entre les nanses. - Pertanyen a aquesta fase els grans gots del Dipilo que es col·locaven en les tombes com monuments funeraris. La seva alçada (sovint d'1.50 m) i la perfecció de la seva execució representen la més alta expressió de l'art geomètric grec. - Moment de màxima treball i preciosisme en la decoració de les ceràmiques, horror vacui. | - Apareixen formes humanes a la mètopa principal, entre les nanses. - Pertanyen a aquesta fase els grans gots del Dipilo que es col·locaven en les tombes com monuments funeraris. La seva alçada (sovint d'1.50 m) i la perfecció de la seva execució representen la més alta expressió de l'art geomètric grec. - Moment de màxima treball i preciosisme en la decoració de les ceràmiques, horror vacui. | - Apareixen formes humanes a la mètopa principal, entre les nanses. - Pertanyen a aquesta fase els grans gots del Dipilo que es col·locaven en les tombes com monuments funeraris. La seva alçada (sovint d'1.50 m) i la perfecció de la seva execució representen la més alta expressió de l'art geomètric grec. - Moment de màxima treball i preciosisme en la decoració de les ceràmiques, horror vacui. | - Apareixen formes humanes a la mètopa principal, entre les nanses. - Pertanyen a aquesta fase els grans gots del Dipilo que es col·locaven en les tombes com monuments funeraris. La seva alçada (sovint d'1.50 m) i la perfecció de la seva execució representen la més alta expressió de l'art geomètric grec. - Moment de màxima treball i preciosisme en la decoració de les ceràmiques, horror vacui. | - Apareixen formes humanes a la mètopa principal, entre les nanses. - Pertanyen a aquesta fase els grans gots del Dipilo que es col·locaven en les tombes com monuments funeraris. La seva alçada (sovint d'1.50 m) i la perfecció de la seva execució representen la més alta expressió de l'art geomètric grec. - Moment de màxima treball i preciosisme en la decoració de les ceràmiques, horror vacui. | - Apareixen formes humanes a la mètopa principal, entre les nanses. - Pertanyen a aquesta fase els grans gots del Dipilo que es col·locaven en les tombes com monuments funeraris. La seva alçada (sovint d'1.50 m) i la perfecció de la seva execució representen la més alta expressió de l'art geomètric grec. - Moment de màxima treball i preciosisme en la decoració de les ceràmiques, horror vacui. |

## Escultura

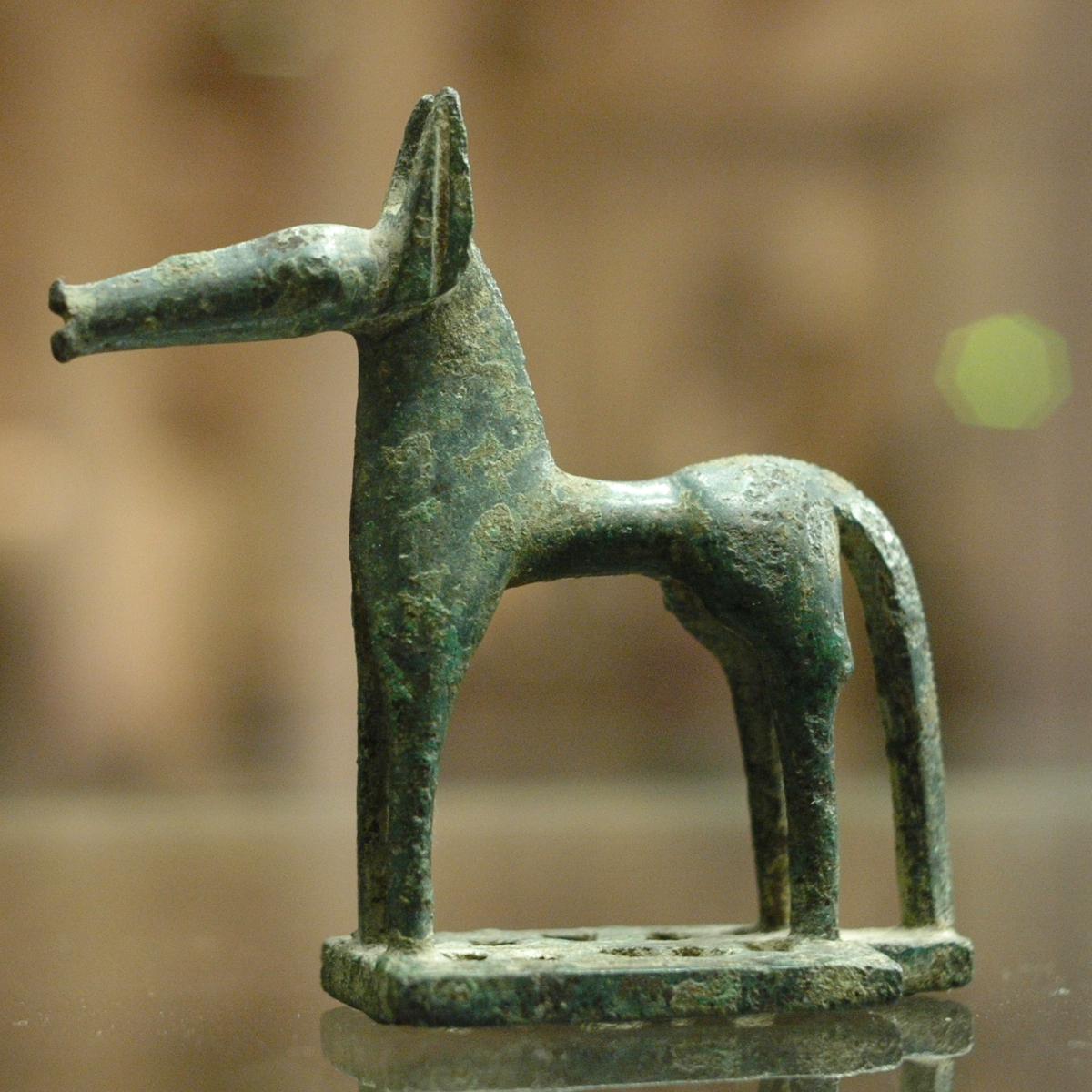
Cavall de bronze, Olímpia, 740 aC. Actualment al Louvre

Durant l'edat fosca va desaparèixer gairebé totalment l'escultura, excepte algunes figuretes modelades en terracota. El centaure de Lefkandi, datat cap a l'any 1000 aC, és una d'aquestes singulars terracotes i és considerat l'exemplar més antic del gènere de representacions de centaures.
A partir del segle viii aC apareixen petites escultures geomètriques de bronze amb traces geomètriques. Es tracta de figures d'animals, generalment cavalls, o humanes procedents de santuaris en els quals van ser dipositades com exvots. Aquestes figures comparteixen amb la decoració ceràmica que el cos de les figures es redueix a l'imprescindible, marcant-se exageradament les articulacions i la musculatura. Destaca el santuari d'Olímpia on han aparegut milers d'aquestes figuretes al tèmenos, recinte sagrat.
Moltes de les figures representen guerrers abillats amb elms i armes, la morfologia de les quals podria indicar que es tracta de déus o herois. Un dels grups més interessants representa la lluita entre un centaure i un heroi, potser Hèracles i Nessos, procedent d'Olímpia i datat a mitjan segle viii aC. També destaquen diverses figuretes d'ivori com la Dama del Dipilo.

## Arquitectura
L'edifici més emblemàtic de la cultura grega és el temple, i aquest és deutor del mègaron micènic situat a l'interior dels palaus. Ambdós són petites edificacions pensades per allotjar divinitats, per tant no són llocs de culte sinó la llar de les divinitats, això explica la seva mida. Després de l'edat fosca a Creta i a algunes Illes Cíclades, s'aixecaren petits santuaris que recorden l'antic mègaron. Eren temples de planta quadrada o amb més amplada que profunditat, disposaven d'un petit vestíbul flanquejat per unes parets finalitzades amb pilastres, entre elles podien existir columnes que anticipen el temple in antis. La culminació d'aquesta tipologia de temple és el santuari d'Apol·lo a Dreros (c. 750 aC).
Al continent, segueix imperant el mègaron com tipologia constructiva fonamental, també s'edifiquen des de l'Hel·làdic Mitjà cases amb absis, però amb una tècnica molt austera. A finals del segle vii aC es començarà a utilitzar la pedra per als sòcols d'un metre com a màxim, el mur es continuava amb tova i pals de fusta, els sostres es construïen a dos aigües.
El mègaron micènic evolucionà cap a una construcció més allargada fins als prototips de temples arcaics. En són exemple els primers santuaris com el de Thermo (Etòlia), on des del segle ix aC se superposen diferents models, des d'absidal fins a presentar cel·la i Opistòdomos envoltat d'una columnata, precedent de la perístasi, al segle viii aC.
Altres edificis similars, trobats d'aquest període es van trobar a Lefkandi i Erètria (tots dos a Eubea). També de l'època s'han trobat restes dels temples d'Hera a Samos, Argos i a Olímpia.